# Mirela Țugurlan
Mirela Ţugurlan, (házassága után Danțiș) (Foksány, 1980. szeptember 4. –) világbajnok és olimpiai bronzérmes román szertornász, edző.
1996-ban felkerült a Nemzetközi Torna Szövetség Világszínvonalú tornászok listájára.

## Életpályája
1980-ban született Marinică és Frosina második gyermekeként, bátyja Daniel.
Szülei, akik nagy rajongói voltak a tornának és az akkori tornászoknak (pl. Daniela Silivaș, Aurelia Dobre), terelték erre a pályára.
Hét éves korában, 1987-ben el is kezdett tornázni, ekkor válogatta be Adriana Lescovar a foksányi 2 sz. iskolából a CSS Focșani sportklubba, ahol Jenica és Mihai Stănculescu, és rövid ideig, Mariana Drăgan edzették. Innen 1992-ben került a bukaresti juniorválogatottba, ahol Eliza Stoica, Liviu Mazilu, Ștefan Gal és Bogdan Perețeanu voltak az edzői. Négy év múlva, 1996-ban lett a felnőtt válogatott tagja, itt Octavian Bellu, Mariana Bitang, Nicolae Forminte, Eliza Stoica és Toma Ponoran edzették.
Középiskolai tanulmányait a Déva Tornagimnáziumban végezte.
Példaképei Nadia Comăneci, Gina Gogean és Lavinia Miloșovici voltak.

### Juniorként
Csupán három hónappal azután, hogy tornázni kezdett, 1987-ben élete első versenyén, a klubnál megrendezett Mica Gimnastă elnevezésú vetélkedőn első helyezést ért el, és ezt sikerült megismételni a következő évben is.
Az 1989-es ónfalvi országos bajnokságon a csapattal volt első helyezett.
A Vrancea Kupán 1989-ben a csapattal, 1991-ben egyéni összetettben és talajon volt harmadik helyezett, 1993-ban felemás korláton és a csapattal első, egyéni összetettben és gerendán második volt.
A Bârlad-Kupán 1992-ben a csapattal szerezte meg az első helyet.
Az országos bajnokságon 1992-ben Konstancán a csapattal második, 1993-ban Nagybányán a csapattal harmadik, ugyanazon évben ónfalván felemás korláton negyedik, ugrásban és egyéni összetettben hatodik, talajon hetedik helyezett volt. 1994-ben Bukarestben országos bajnok volt gerendán, talajon és ugrásban, második felemás korláton, harmadik egyéni összetettben.
Az iskolai sportklubok országos bajnokságán 1993-ban ónfalván egyéni összetettben és gerendán szerzett ezüstérmet.
Az 1993-as junior Balkán-bajnokságon a csapattal szerzett bajnoki címet.
Harmadik helyezett volt 1994-ben a Vrancea első tíz sportolója versenyen. Ugyanazon évben Aradon a Reménységek Vetélkedőjén ugrásban ért el szintén harmadik helyet.
Az 1995-ös Junior Európa-bajnokságon Charleroi-ban gerendán bajnoki címet, felemás korláton és a csapattal pedig ezüstérmet szerzett.

### Felnőttként

#### Országos eredmények
A Vrancea első tíz sportolója versenyen 1995-ben és 1996-ban is második helyezett volt.
Az 1995-ös országos bajnokságon Konstancán negyedik helyezett volt gerendán és felemás korláton, illetve hatodik egyéni összetettben és ugrásban.

#### Nemzetközi eredmények
Bulgária nemzetközi Bajnokságán 1994-ben gerendán és felemás korláton bajnok, egyéni összetettben ezüstérmes volt, 1996-ban ismét bajnoki címet szerzett gerendán.
1994-ben a Puerto Ricó-i Nemzetközi Bajnokságon egyéni összetettben, ugrásban és talajon első, gerendán második, Ausztrália Nemzetközi Bajnokságán ugrásban bajnok, a Bosphorus Gymnastic Tournament-en Isztambulban gerendán negyedik helyezett volt.
1995-ben a Balkan Artistic & Rhytmic Gymnastics Bajnokságon Törökországban harmadik helyezést ért el. Ugyanazon évben a Chunichi Kupán Japánban gerendán első, egyéni összetettben, talajon, ugrásban és felemás korláton harmadik helyezett volt.
Románia Nemzetközi Bajnokságán 1995-ben Ploiești-en egyéni összetettben és felemás korláton is bajnoki címet szerzett.
1996-ban Japán Nemzetközi Bajnokságán egyéni összetettben második, a Gymnastics Australia Kupán felemás korláton negyedik, egyéni összetettben hetedik helyezett volt.
1997-ben az International Gymnastics Tournament Kupán Sanghaj-ban második helyezett volt.

##### Világbajnokság
Karrierje során egyszer vett részt világbajnokságon, egy aranyérmet szerezve.
Ez 1997-ben Lausanne-ban történt, ahol a bajnoki címet a csapattal (Simona Amânar, Gina Gogean, Claudia Presăcan, Alexandra Marinescu, Corina Ungureanu) szerezte meg.

##### Olimpiai játékok
Az olimpiai játékoknak is egyetlen kiadásán vett részt, éspedig az 1996. évi nyári olimpiai játékokon Atlantában, ahol a bronzérmet szerezte meg a csapattal, melynek többi tagja Gina Gogean, Simona Amânar, Lavinia Miloșovici, Ionela Loaieș és Alexandra Marinescu volt. Egyéniben csak az elődöntőkig jutott.

### Visszavonulása után
1997-ben, a Lausanne-i világbajnokságot követően vonult vissza.
2004-ben a kezd el edzőként tevékenykedni, legelőször a foksányi 7 sz. iskolai sportklubban, ahol tornászkarrierje is indult.
Egyetemi tanulmányait a Foksányi George Barițiu Egyetem Sport és Testnevelés tanszékén 2005-ben kezdte meg.
2005. szeptember 3-án házasodtak össze Danțiș Ionuț-cal, 2007-ben született egy lányuk.

## Díjak, kitüntetések
Megkapta a Kiváló Sportolói címet.
A Román Torna Szövetség 1995 és 1997 között minden évben beválasztotta az év tíz legjobb női sportolója közé.
A Nemzetközi Torna Szövetség 1996-ban felvette a Világszínvonalú tornászok listájára.
2000-ben az Érdemért Érdemérem III. osztályával, 2004-ben a Sport Érdemrend I. osztályával tüntették ki.